# Temporada 1915-1916 del FC Barcelona
Les dades més destacades de la temporada 1915-1916 del Futbol Club Barcelona són les següents:

## Fets destacats[2]
Després de dos anys sense títols, el Barcelona torna a imposar-se al Campionat de Catalunya, guanyant tots els partits. En un dels últims disputat contra l'Universitari, sobresurt un jove porter: Ricardo Zamora.
En el Campionat d'Espanya, primera fricció amb el Madrid, on jugava com a davanter Santiago Bernabeu. El Barcelona venç per 2-1, però en el segon partit, guanyen els blancs (4-1). El tercer partit acaba 6-6 amb tres penals xiulats contra el Barcelona. Finalment, a la pròrroga del quart partit, el Barcelona es retira per entendre parcialitat en l'arbitratge. Dimiteix el president Llopart i el substitueix Gaspar Rosés el 25 juny 1916.

## Plantilla
Font:
| N.                            | Pos. | Nac. | Jugador             | Total | Total | C. Catalunya | C. Catalunya | C. Espanya | C. Espanya | Amistosos | Amistosos |
| N.                            | Pos. | Nac. | Jugador             | PJ    | Gols  | PJ           | Gols         | PJ         | Gols       | PJ        | Gols      |
| ----------------------------- | ---- | --- | ------------------- | ----- | ----- | ------------ | ------------ | ---------- | ---------- | --------- | --------- |
| —                             | POR  | [[Fitxer:Flag of Catalonia.svg\|23x15px\|border \|alt=Catalunya\|link=Selecció de futbol de Catalunya\|{{#if:\|]]               | Lluís Bru           | 32    | -19   | 11           | -9           | 2          | -10        | 19        | -         |
| —                             | POR  | [[Fitxer:Flag of Spain (1785–1873, 1875–1931).svg\|23x15px\|border \|alt=Espanya\|link=Selecció de futbol d'Espanya\|{{#if:\|]] | Francisco Aramburo  | 14    | -6    | 1            | -1           | 2          | -5         | 11        | -         |
| —                             | DEF  | [[Fitxer:Flag of Catalonia.svg\|23x15px\|border \|alt=Catalunya\|link=Selecció de futbol de Catalunya\|{{#if:\|]]               | Eduard Reguera      | 33    | 0     | 12           | 0            | 4          | 0          | 17        | 0         |
| —                             | DEF  | [[Fitxer:Flag of Catalonia.svg\|23x15px\|border \|alt=Catalunya\|link=Selecció de futbol de Catalunya\|{{#if:\|]]               | Santiago Massana    | 32    | 1     | 11           | 0            | 3          | 0          | 18        | 1         |
| —                             | DEF  | [[Fitxer:Flag of Catalonia.svg\|23x15px\|border \|alt=Catalunya\|link=Selecció de futbol de Catalunya\|{{#if:\|]]               | Francesc Bru        | 6     | 0     | 0            | 0            | 1          | 0          | 5         | 0         |
| —                             | DEF  | [[Fitxer:Flag of Catalonia.svg\|23x15px\|border \|alt=Catalunya\|link=Selecció de futbol de Catalunya\|{{#if:\|]]               | Lluís Tudó          | 4     | 0     | 1            | 0            | 0          | 0          | 3         | 0         |
| —                             | MIG  | [[Fitxer:Flag of Spain (1785–1873, 1875–1931).svg\|23x15px\|border \|alt=Espanya\|link=Selecció de futbol d'Espanya\|{{#if:\|]] | Ramón Torralba      | 40    | 2     | 12           | 1            | 3          | 0          | 25        | 1         |
| —                             | MIG  | [[Fitxer:Flag of Catalonia.svg\|23x15px\|border \|alt=Catalunya\|link=Selecció de futbol de Catalunya\|{{#if:\|]]               | Alfred Massana      | 20    | 4     | 9            | 1            | 3          | 0          | 8         | 3         |
| —                             | MIG  | [[Fitxer:Flag of Spain (1785–1873, 1875–1931).svg\|23x15px\|border \|alt=Espanya\|link=Selecció de futbol d'Espanya\|{{#if:\|]] | Francisco Baonza    | 34    | 3     | 7            | 1            | 3          | 0          | 24        | 2         |
| —                             | MIG  | [[Fitxer:Flag of Catalonia.svg\|23x15px\|border \|alt=Catalunya\|link=Selecció de futbol de Catalunya\|{{#if:\|]]               | Josep Costa         | 11    | 3     | 3            | 2            | 1          | 0          | 7         | 1         |
| —                             | MIG  | [[Fitxer:Flag of Catalonia.svg\|23x15px\|border \|alt=Catalunya\|link=Selecció de futbol de Catalunya\|{{#if:\|]]               | Andreu Ponsà        | 1     | 0     | 1            | 0            | 0          | 0          | 0         | 0         |
| —                             | MIG  | [[Fitxer:Flag of Catalonia.svg\|23x15px\|border \|alt=Catalunya\|link=Selecció de futbol de Catalunya\|{{#if:\|]]               | Jaume Amat          | 7     | 0     | 1            | 0            | 0          | 0          | 6         | 0         |
| —                             | DAV  | [[Fitxer:Flag of Catalonia.svg\|23x15px\|border \|alt=Catalunya\|link=Selecció de futbol de Catalunya\|{{#if:\|]]               | Francesc Vinyals    | 35    | 10    | 12           | 1            | 3          | 0          | 20        | 9         |
| —                             | DAV  | [[Fitxer:Flag of Catalonia.svg\|23x15px\|border \|alt=Catalunya\|link=Selecció de futbol de Catalunya\|{{#if:\|]]               | Gabriel Bau         | 34    | 7     | 11           | 5            | 4          | 1          | 19        | 1         |
| —                             | DAV  | [[Fitxer:Flag of Catalonia.svg\|23x15px\|border \|alt=Catalunya\|link=Selecció de futbol de Catalunya\|{{#if:\|]]               | Vicenç Martínez     | 41    | 36    | 11           | 16           | 4          | 4          | 26        | 16        |
| —                             | DAV  | [[Fitxer:Flag of the Philippines.svg\|23x15px\|border \|alt=Filipines\|link=Selecció de futbol de les Filipines\|{{#if:\|]]     | Paulino Alcántara   | 29    | 41    | 11           | 24           | 4          | 5          | 14        | 12        |
| —                             | DAV  | [[Fitxer:Flag of Catalonia.svg\|23x15px\|border \|alt=Catalunya\|link=Selecció de futbol de Catalunya\|{{#if:\|]]               | Casimir Mallorquí   | 30    | 9     | 4            | 2            | 4          | 1          | 22        | 6         |
| —                             | DAV  | [[Fitxer:Flag of Catalonia.svg\|23x15px\|border \|alt=Catalunya\|link=Selecció de futbol de Catalunya\|{{#if:\|]]               | Enric Peris         | 22    | 3     | 8            | 3            | 3          | 0          | 11        | 0         |
| —                             | DAV  | [[Fitxer:Flag of Catalonia.svg\|23x15px\|border \|alt=Catalunya\|link=Selecció de futbol de Catalunya\|{{#if:\|]]               | Salvador Hormeu     | 10    | 5     | 4            | 2            | 0          | 0          | 6         | 3         |
| —                             | DAV  | [[Fitxer:Flag of Catalonia.svg\|23x15px\|border \|alt=Catalunya\|link=Selecció de futbol de Catalunya\|{{#if:\|]]               | Josep Julià         | 11    | 5     | 1            | 0            | 0          | 0          | 10        | 5         |
| —                             | DAV  | [[Fitxer:Flag of Catalonia.svg\|23x15px\|border \|alt=Catalunya\|link=Selecció de futbol de Catalunya\|{{#if:\|]]               | Ramon Castells      | 9     | 6     | 1            | 2            | 0          | 0          | 8         | 4         |
| Equip reserva                 |      | |                     |       |       |              |              |            |            |           |           |
| —                             | POR  | [[Fitxer:Flag of Catalonia.svg\|23x15px\|border \|alt=Catalunya\|link=Selecció de futbol de Catalunya\|{{#if:\|]]               | Pere Carbonell      | 2     | 0     | 0            | 0            | 0          | 0          | 2         | 0         |
| —                             | POR  | [[Fitxer:Flag of Catalonia.svg\|23x15px\|border \|alt=Catalunya\|link=Selecció de futbol de Catalunya\|{{#if:\|]]               | Lluís Renyé         | 1     | 0     | 0            | 0            | 0          | 0          | 1         | 0         |
| —                             | DEF  | [[Fitxer:Flag of Catalonia.svg\|23x15px\|border \|alt=Catalunya\|link=Selecció de futbol de Catalunya\|{{#if:\|]]               | Joan Barba          | 7     | 0     | 0            | 0            | 0          | 0          | 7         | 0         |
| —                             | DEF  | [[Fitxer:Flag of Catalonia.svg\|23x15px\|border \|alt=Catalunya\|link=Selecció de futbol de Catalunya\|{{#if:\|]]               | Joan Boix           | 6     | 0     | 0            | 0            | 0          | 0          | 6         | 0         |
| —                             | DEF  | [[Fitxer:Flag of the Philippines.svg\|23x15px\|border \|alt=Filipines\|link=Selecció de futbol de les Filipines\|{{#if:\|]]     | Manuel Amechazurra  | 1     | 0     | 0            | 0            | 0          | 0          | 1         | 0         |
| —                             | MIG  | [[Fitxer:Flag of England.svg\|23x15px\|border \|alt=Anglaterra\|link=Selecció de futbol d'Anglaterra\|{{#if:\|]]                | Jack Greenwell      | 6     | 1     | 0            | 0            | 0          | 0          | 6         | 1         |
| —                             | MIG  | [[Fitxer:Flag of Catalonia.svg\|23x15px\|border \|alt=Catalunya\|link=Selecció de futbol de Catalunya\|{{#if:\|]]               | Josep Llobet        | 1     | 0     | 0            | 0            | 0          | 0          | 1         | 0         |
| —                             | MIG  | [[Fitxer:Flag of Catalonia.svg\|23x15px\|border \|alt=Catalunya\|link=Selecció de futbol de Catalunya\|{{#if:\|]]               | José Rodríguez      | 1     | 0     | 0            | 0            | 0          | 0          | 1         | 0         |
| —                             | MIG  | [[Fitxer:Flag of Catalonia.svg\|23x15px\|border \|alt=Catalunya\|link=Selecció de futbol de Catalunya\|{{#if:\|]]               | Bargalló            | 1     | 0     | 0            | 0            | 0          | 0          | 1         | 0         |
| —                             | MIG  | [[Fitxer:Flag of Catalonia.svg\|23x15px\|border \|alt=Catalunya\|link=Selecció de futbol de Catalunya\|{{#if:\|]]               | Gilabert            | 1     | 0     | 0            | 0            | 0          | 0          | 1         | 0         |
| —                             | DAV  | [[Fitxer:Flag of Catalonia.svg\|23x15px\|border \|alt=Catalunya\|link=Selecció de futbol de Catalunya\|{{#if:\|]]               | Llobet II           | 7     | 1     | 0            | 0            | 0          | 0          | 7         | 1         |
| —                             | DAV  | [[Fitxer:Flag of the Philippines.svg\|23x15px\|border \|alt=Filipines\|link=Selecció de futbol de les Filipines\|{{#if:\|]]     | Juan Garchitorena   | 6     | 1     | 0            | 0            | 0          | 0          | 6         | 1         |
| —                             | DAV  | [[Fitxer:Flag of Catalonia.svg\|23x15px\|border \|alt=Catalunya\|link=Selecció de futbol de Catalunya\|{{#if:\|]]               | Ángel Alfaro        | 5     | 0     | 0            | 0            | 0          | 0          | 5         | 0         |
| —                             | DAV  | [[Fitxer:Flag of Puerto Rico.svg\|23x15px\|border \|alt=Puerto Rico\|link=Selecció de futbol de Puerto Rico\|{{#if:\|]]         | Augusto Ozores      | 5     | 2     | 0            | 0            | 0          | 0          | 5         | 2         |
| —                             | DAV  | [[Fitxer:Flag of Argentina.svg\|23x15px\|border \|alt=Argentina\|link=Selecció de futbol de l'Argentina\|{{#if:\|]]             | Carlos María Rovira | 5     | 1     | 0            | 0            | 0          | 0          | 5         | 1         |
| —                             | DAV  | [[Fitxer:Flag of Spain.svg\|23x15px\|border \|alt=Espanya\|link=Selecció de futbol d'Espanya\|{{#if:\|]]                        | Alcañiz             | 4     | 1     | 0            | 0            | 0          | 0          | 4         | 1         |
| —                             | DAV  | [[Fitxer:Flag placeholder.svg\|23x15px\| \|alt=\|link=Selecció de futbol\|{{#if:\|]]                                            | Bell                | 4     | 0     | 0            | 0            | 0          | 0          | 4         | 0         |
| —                             | DAV  | [[Fitxer:Flag of Spain.svg\|23x15px\|border \|alt=Espanya\|link=Selecció de futbol d'Espanya\|{{#if:\|]]                        | Cabeza              | 2     | 2     | 0            | 0            | 0          | 0          | 2         | 2         |
| —                             | DAV  | [[Fitxer:Flag of Catalonia.svg\|23x15px\|border \|alt=Catalunya\|link=Selecció de futbol de Catalunya\|{{#if:\|]]               | Raimon Tudó         | 1     | 1     | 0            | 0            | 0          | 0          | 1         | 1         |
| —                             |      | [[Fitxer:Flag of Spain.svg\|23x15px\|border \|alt=Espanya\|link=Selecció de futbol d'Espanya\|{{#if:\|]]                        | Joaquín Gascón      | 3     | 0     | 0            | 0            | 0          | 0          | 3         | 0         |
| Jugadors convidats o puntuals |      | |                     |       |       |              |              |            |            |           |           |
| —                             | MIG  | [[Fitxer:Flag of Catalonia.svg\|23x15px\|border \|alt=Catalunya\|link=Selecció de futbol de Catalunya\|{{#if:\|]]               | Fèlix de Pomés      | 1     | 0     | 0            | 0            | 0          | 0          | 1         | 0         |
| —                             | MIG  | [[Fitxer:Flag of Spain (1785–1873, 1875–1931).svg\|23x15px\|border \|alt=Espanya\|link=Selecció de futbol d'Espanya\|{{#if:\|]] | Rafael Morales      | 2     | 0     | 0            | 0            | 0          | 0          | 2         | 0         |
| —                             | DAV  | [[Fitxer:Flag of Catalonia.svg\|23x15px\|border \|alt=Catalunya\|link=Selecció de futbol de Catalunya\|{{#if:\|]]               | Joan Armet Kinké    | 1     | 1     | 0            | 0            | 0          | 0          | 1         | 1         |

1. ↑  Sense incloure dades sobre l'últim partit del Campionat de Catalunya, jugat contra l'Athletic de Sabadell el 19 de març a Terrassa, ja que no hi ha fonts sobre alineacions ni golejadors.
2. ↑  S'inclouen els jugadors del club que no van disputar parits oficials durant la temporada.
3. ↑  Algunes fonts donen el nom de Francesc Alfaro.
4. ↑  Era jugador de l'Espanyol.
5. ↑  Aquesta temporada va jugar al CE Sabadell.
6. ↑  Era jugador de l'Universitari.

## Competicions
| Competició      | Pos. | P  | PG | PE | PP | GF | GC | Campió        |
| --------------- | ---- | -- | -- | -- | -- | -- | -- | ------------- |
| C. de Catalunya | 1r   | 13 | 13 | 0  | 0  | 61 | 10 | FC Barcelona  |
| C. d'Espanya    | SF   | 4  | 1  | 1  | 2  | 11 | 15 | Athletic Club |

## Resultats
| Amistosos |

| 26 setembre 1915 | RCD Espanyol | 1 - 5 | FC Barcelona                   | Barcelona        |  |
|                  |              |       | Alcántara · Martínez · Vinyals | Espanyol · Bru · |  |

| 3 octubre 1915 | FC Barcelona | 0 - 0 | RCD Espanyol | Barcelona           |  |
|                |              |       |              | Industria · Forns · |  |

| 31 octubre 1915 | Athletic Club | 3 - 2 | FC Barcelona       | Bilbao                   |  |
|                 |               |       | Alcántara · Hormeu | San Mames · Mestraitua · |  |

| 1 novembre 1915 | Athletic Club | 4 - 0 | FC Barcelona | Bilbao                |  |
|                 |               |       |              | San Mames · Arzuaga · |  |

| 1 gener 1916 | FC Barcelona                                 | 4 - 2 | Athletic Club | Barcelona         |  |
|              | V.Martínez · Alcantara · A.Massana · Vinyals |       |               | Industria · Bru · |  |

| 2 gener 1916 | FC Barcelona | 1- 0 | Athletic Club | Barcelona              |  |
|              | A.Massana    |      |               | Industria · Hamilton · |  |

| 5 marc 1916 | FC Barcelona         | 3 - 0 | FC Madrid | Barcelona           |  |
|             | Vinyals · V.Martínez |       |           | Industria · Forns · |  |

| 7 marc 1916 | FC Barcelona | 0 - 0 | FC Madrid | Barcelona         |  |
|             |              |       |           | Industria · Bru · |  |

| 23 abril 1916 | FC Barcelona | 0 - 0 | Real Unión Club de Irun | Barcelona         |  |
|               |              |       |                         | Industria · Bru · |  |

| 24 abril 1916 | FC Barcelona          | 2 - 1 | Real Unión Club de Irun | Barcelona              |  |
|               | Mallorqui · Alcantara |       |                         | Industria · Hamilton · |  |

| 29 abril 1916 | FC Barcelona                  | 4 - 1 | BSC Young Boys | Barcelona              |  |
|               | Alcantara · Arrnet · Torralba |       |                | Industria · Hamilton · |  |

| 30 abril 1916 | FC Barcelona                    | 4 - 0 | BSC Young Boys | Barcelona         |  |
|               | Alcantara · Vinyals · S.Massana |       |                | Industria · Bru · |  |

| 4 juny 1916 | L'Avenç de l'Sport | 0 - 4 | FC Barcelona             | Barcelona         |  |
|             |                    |       | Vinyals · Llobet · Costa | Avenç · Ramirez · |  |

| 11 juny 1916              | Athletic FC de Sabadell | 2 - 4   | FC Barcelona               | Sabadell |  |
| Inauguració camp Athletic |                         | Informe | Vinyals · Martinez · Julia | Roca ·   |  |

| 12 juny 1916 | FC Barcelona                 | 3 - 3 | RCD Espanyol | Barcelona             |  |
|              | Martinez · Julia · Mallorqui |       |              | Industria · Julines · |  |

| 24 juny 1916 | FC Barcelona    | 2 - 2 | CE Sabadell FC | Barcelona            |  |
|              | Baonza · Ozores |       |                | Industria · Lemmel · |  |

| 25 juny 1916 | CE Sabadell FC | 1 - 2 | FC Barcelona     | Barcelona        |  |
|              |                |       | Martinez · Costa | Sabadell · Bru · |  |

| 30 junliol 1916 | FC Barcelona     | 3 - 2 | CE Sabadell FC | Barcelona                     |  |
|                 | Martinez · Julia |       |                | sant Feliu de Guíxols · Bru · |  |

| Copa d'Alcalde |

| 8 desembre 1915 | FC Barcelona               | 4 - 1 | Universitary SC | Barcelona             |  |
|                 | Martínez · Bau · A.Massana |       |                 | Industria · Sampere · |  |

| Campionat de Catalunya |

| 24 octubre 1915   | FC Barcelona               | 5 - 0 | FC Internacional | Barcelona                          |  |
| Jornada 2 1a Fase | Alcántara · Martínez · Bau |       |                  | Velòdrom Parc d'Sports · Tallada · |  |

| 7 novembre 1915   | FC Barcelona               | 12 - 2 | Universitary SC | Sabadell   |  |
| Jornada 3 1a Fase | Alcántara · Martínez · Bau |        | Gol · Gol       | Bru Sanz · |  |

| 14 novembre 1915  | FC Barcelona                                     | 7 - 0 | Athletic FC de Sabadell | Barcelona                                       |  |
| Jornada 4 1a Fase | Alcántara · Hormeu · Peris · Martínez · Torralba |       |                         | Camp del carrer Entença / València · Hamilton · |  |

| 21 novembre 1915        | FC Barcelona                  | 3 - 1 | FC España | Barcelona                           |  |
| 15:00 Jornada 5 1a Fase | Alcántara · Martínez · Baonza |       | Cella     | Velòdrom Parc d'Sports · Hamilton · |  |

| 28 novembre 1915  | FC Barcelona                         | 11 - 1 | FC Badalona | Barcelona                                |  |
| Jornada 6 1a Fase | Martínez · Alcántara · Bau · Vinyals |        | Gol         | Velòdrom Parc d'Sports · Forns Saldaña · |  |

| 5 desembre 1915   | FC Barcelona | 1 - 0    | L'Avenç de l'Sport | Sabadell        |  |
| Jornada 7 1a Fase | Vinyals      | (pag. 3) |                    | Forns Saldaña · |  |

| 12 desembre 1915  | FC Barcelona    | 5 - 0 | CS Sabadell | Barcelona                           |  |
| Jornada 8 1a Fase | Alcántara · Bau |       |             | Velòdrom Parc d'Sports · Palomera · |  |

| 16 gener 1916     | FC Barcelona   | 2 - 0 | RCD Espanyol | Barcelona    |  |
| Jornada 1 1a Fase | Bau · Martínez |       |              | Aguirreche · |  |

| 13 febrer 1916 | FC Barcelona                     | 3 - 2 | FC España | Barcelona                           |  |
| 15:15 2a Fase  | Martínez · Alcántara · Mallorquí |       | · Baró    | Velòdrom Parc d'Sports · Domènech · |  |

| 20 febrer 1916 | FC Barcelona         | 3 - 2 | RCD Espanyol     | Barcelona    |  |
| 2a Fase        | Martínez · Alcántara |       | Usobiaga · Tormo | Aguirreche · |  |

| 27 febrer 1916 | FC Barcelona                      | 4 - 0 | Universitary SC | Barcelona  |  |
| 2a Fase        | A. Massana · Alcántara · Martínez |       |                 | Palomera · |  |

| 12 març 1916 | FC Barcelona      | 3 - 2 | CS Sabadell         | Barcelona                          |  |
| 2a Fase      | Costa · Mallorqui |       | Morales · Monistrol | Velòdrom Parc d'Sports · Ramírez · |  |

| 19 març 1916 | FC Barcelona | 2 - 0    | Athletic FC de Sabadell | Terrassa |  |
| 2a Fase      | Gol · Gol    | (p. 207) |                         |          |  |

| Campionat d'Espanya |

| 26 març 1916               | FC Barcelona         | 2 - 1 | FC Madrid | Barcelona                               |  |
| Semifinals - Primer partit | Alcántara · Martínez |       | J. Petit  | Camp del carrer Muntaner · Aguirreche · |  |

| 2 abril 1916              | FC Madrid           | 4 - 1 | FC Barcelona | Madrid                        |  |
| Semifinals - Segon partit | Bernabéu · R. Petit |       | Martínez     | Campo de O'Donell · Montero · |  |

| 13 abril 1916         | FC Madrid                              | 6 - 6 | FC Barcelona                                          | Madrid                                      |  |
| Semifinals - Desempat | Belaunde 2' 87' · p.p. · Bernabéu 118' |       | Alcántara 15' 30' 112' · Bau 70' 102' · Mallorquí 67' | Campo de O'Donell · Berraondo (País Basc) · |  |

| 15 abril 1916         | FC Madrid                  | 4 - 2 | FC Barcelona     | Madrid                                      |  |
| Semifinals - Desempat | Bernabéu · Zabala · Sotero |       | Martínez 11' 38' | Campo de O'Donell · Berraondo (País Basc) · |  |